# Luigi Poet
Luigi Poet (Pinerolo, 8 gennaio 1915 – Pinerolo, 24 febbraio 1984) è stato un calciatore e politico italiano.

## Carriera
Con la maglia del Torino disputò 2 gare nel campionato di Serie A 1933-1934 ed altrettante nel torneo successivo.
In seguito giocò sei stagioni nel Pinerolo, fino al 1941. Appese le scarpe al chiodo, Luigi Poet intraprese la professione di notaio. Ebbe successo in politica, venendo eletto Senatore per il Partito Socialista Italiano alle Elezioni Politiche del 1963, carica che mantenne per tutta la durata della IV Legislatura repubblicana (fino al 1968). Nel 1979 costituì, insieme al fratello  Francesco, ingegnere, la Fondazione Poet e Delponte Onlus, in memoria dei genitori, avente lo scopo di valorizzare i giovani nati o residenti nei Comuni di Pinerolo e Roure.